# Kansas (Album)
Kansas ist das Debütalbum der US-amerikanischen Progressive-Rockband Kansas. Es erschien am 8. März 1974. 2004 wurde es remastert auf CD wieder aufgelegt und 2014 folgte eine weitere remasterte Version auf Vinyl-LP.

## Produktion
Das Album Kanas entstand nach der Verschmelzung zweier musikalischer Gruppen aus Topeka: Kerry Livgren aus einer früheren Besetzung die 1970 bis 1971 gelegentlich als Kansas auftrat, und White Clover, die Mainstream-Rock und Blues spielten. Die neu gegründete Gruppe unterschrieb 1973 bei Kirshner Records und reiste nach New York, um ihre erste Platte aufzunehmen.
Das Material für Kansas wurde hauptsächlich vom Gitarristen und Keyboarder Kerry Livgren sowie vom Sänger und Keyboarder Steve Walsh geschrieben und bestand aus einem ausgewählten Repertoire beider Gründerguppen. Livgrens Lieder waren im Allgemeinen länger und ausführlicher als die von Walsh und enthielten mystische Textpassagen, die sein intensives Interesse an östlichen Religionen widerspiegelten. Der Titel Journey from Mariabronn wurde von Hermann Hesses Narziss und Goldmund inspiriert, während Belexes und Aperçu vom pseudo-asiatischen Klängen von Giacomo Puccinis Turandot beeinflusst waren.
Das Album wurde von Don Kirshner promoted und mit Print-Anzeigen beworben, die den Slogan Kansas is Koming (grammatikalisch eigentlich falsch da Koming mit C, Coming geschrieben wird) trugen. Eine 7-Zoll-Promotionsingle mit dem Titel Man the Stormcellars: Kansas is Koming! wurde an Radiosender verschickt. Zwei weitere Singles Can I Tell You und  Lonely Wind wurden veröffentlicht, scheiterten aber in den Charts, obwohl eine Live-Version von Lonely Wind aus dem Doppelalbum Two for the Show Anfang 1979 sogar die Top 100 erreichte.

## Coverdesign

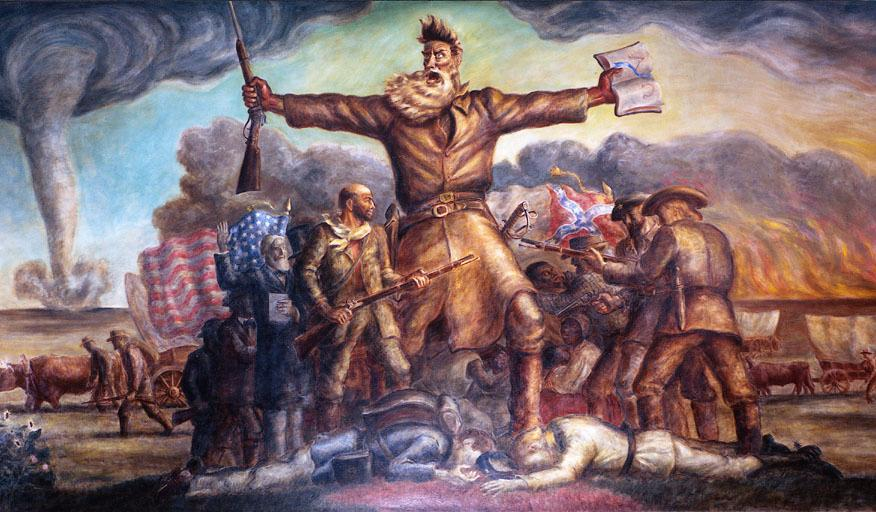
Vorlage des Ablumcovers: Wandgemälde Tragic Prelude von John Steuart Curry von 1937

Das Albumcover zeigt den Abolitionisten John Brown in einem Ausschnitt aus dem 1937 entstandenen monumentalen Wandgemälde Tragic Prelude des in Kansas geborenen John Steuart Curry (1897–1946), das auf einer Wand im Kansas State Capitol in Topeka prangt. Darauf tritt John Brown mahnend, mit langem wallendem Vollbart, aus einer Schar sich bekämpfender Nordstaatler und Konföderierter hervor. In seinen Händen hält er ein Gewehr und ein aufgeschlagenes Buch, dessen Seiten die griechischen Buchstaben Α und Ω zeigen, vermutlich die Bibel. Das Bild auf dem Albumcover ist stärker ins orange verfärbt und beschnitten, es gibt nur einen Ausschnitt aus dem Zentrum des Originalgemäldes wieder.

## Rezeption
In einer zeitgenössischen Rezension für den New Musical Express schrieb Max Bell, dass, Kansas trotz des Einsatzes aller Elemente für Subtilität, das Album „… vor Hard Rock Alltäglichkeiten, Tempo und Takt strotzt, die aber schnell alle Hinweise auf Originalität auslöschen“, und damit einen Mangel an Persönlichkeit zeigt, der das Hören des Albums zu einem langweiligen Unterfangen macht.
Die Retrospektive von AllMusic bewertet die Mischung des Albums aus Progressive Rock und Boogie Rock als einzigartig, merkt aber an, dass es dadurch auch etwas weniger interessant sei als andere Progressive-Rock-Bands. Außerdem bescheinigt sie Kansas einen übertriebenen Ehrgeiz mit: „… zahlreichen Tonleitern und Arpeggien, galoppierende Triolen, dramatischen Orgelpassagen und stattlichen Balladen, die nichts bedeuten und ins Nichts führen.“
Tom Karr von ProgressiveWorld.net beschrieb das Album als „… ein herausragendes Debüt, eine brillante Darstellung des Songschreibens und der Musikalität, und ein großartiges Statement des musikalischen Ethos von Kansas.“ Er war der Meinung, dass „der Song Apercu mit seinen häufigen Rhythmus- und Tempowechseln und den gut entwickelten musikalischen Themen, Kansas als eine Gruppe herausragender Musiker und Arrangeure zeigt. Das Niveau ihrer instrumentalen Virtuosität, das hier gezeigt wird, ist atemberaubend, und auf beiden Seiten des Atlantiks gab es nur wenige Gruppen, die es in ihrem handwerklichen Können auch nur annähernd mit Kansas herankommen konnten.“ Den Song Journey from Mariabronn definierte er als „Kansas erstes volles symphonisches Rock-Meisterwerk, das so viele starke Elemente und Themen hat, dass es über eine einfache Analyse hinausgeht. Dieses Lied liefert das Paradigma für die großen Werke der Zukunft und stellt den Schreibstil vor, der die wunderbaren Lieder der frühen Diskographie von Kansas hervorbringen würde.“
Das Album Kansas wurde in den Monaten nach seiner Veröffentlichung im Frühjahr 1974 über 135.000 Mal verkauft und errang Platz 174 der Billboard-Album-Charts. Die erfolgreicheren späteren Alben Leftoverture (1976) und Point of Know Return (1977) belebten jedoch auch nachträglich noch das kommerzielle Interesse an den frühen Produktion der Band. Bis 1995 wurde das Album Kansas schließlich über 500.000 Mal verkauft und von der Recording Industry Association of America mit Gold ausgezeichnet.

## Titelliste

### Seite 1
1. Can I Tell You – 3:32
2. Bringing It Back (J. J. Cale cover) – 3:33
3. Lonely Wind – 4:16
4. Belexes – 4:23
5. Journey from Mariabronn – 7:55

### Seite 2
1. The Pilgrimage – 3:42
2. Aperçu – 9:54
3. Death of Mother Nature Suite – 7:43

### Bonustitel der CD 2004
1. # Bringing It Back (Live im Agora Ballroom, Cleveland, Ohio, 1975) – 9:41

## Besetzung

### Band
- Steve Walsh – Piano, Orgel, Fender Rhodes, Congatrommeln, Gesang, Begleitgesang
- Kerry Livgren – Gitarren, Piano, Orgeln, Moog-Synthesizer, Begleitgesang
- Robby Steinhardt – Violine, Gesang, Begleitgesang
- Rich Williams – Akustikgitarre, E-Gitarren
- Dave Hope – Bassgitarre, Begleitgesang
- Phil Ehart – Schlagzeug

### Produktion
- Wally Gold – Produktion
- Dan Turbeville – Toningenieur
- Kevin "Whip" Herron – Tonassistenz
- Jimmy Iovine – Tonassistenz
- Tom Rabstenek – Audiomastering
- Greg Calbi – Audiomastering
- Ed Lee – Coverdesign
- John Steuart Curry – Maler des Coverbildes
- Don Hunstein – Fotos der Coverrückseite
- Jeff Glixman – Produktion der Remastered Edition
- Jeff Magid – Produktion der Remastered Edition